# Élection présidentielle américaine de 1936 en Floride
 (août 2023).
L'élection présidentielle américaine de 1936 en Floride a lieu le 3 novembre 1936 comme dans les 47 autres États qui composent alors les États-Unis. Les électeurs floridiens choisissent des grands électeurs pour les représenter dans le collège électoral à travers un vote populaire. La Floride dispose en 1936 de 7 grands électeurs. L'État donne l'ensemble de ses grands électeurs au candidat du Parti démocrate, le président des États-Unis sortant Franklin Delano Roosevelt. 
Le candidat vainqueur de ce scrutin dans tout le pays sera également Roosevelt, qui débutera un second mandat à la présidence des États-Unis le 20 janvier 1937.